# Segundo asalto (álbum)
Segundo asalto es el primer disco del grupo paródico de rap rock español Def Con Dos.
Fue lanzado originalmente como una cinta de casete en 1989, en la que ambos lados eran iguales, con los mismos temas. En 1995 volvió a salir al mercado como un disco compacto, dividido en 8 cortes, con una duración total de 26 minutos y 47 segundos. Entre los temas había anuncios de las empresas que habían ayudado a producir el disco: un bar, una tienda de discos, una de ropa, la discográfica... La música de estos anuncios estaba tomada de discos de otros artistas, como Grandmaster Flash, con las voces de los propios vocalistas de Def Con Dos.
La música en general era bastante simple: percusiones programadas, scratches, sampleados cortos, riffs de guitarra, rapeados y gritos. Algunos miembros de Def Con Dos, al ser entrevistados más tarde, reconocieron que el único de ellos que sabía de música en esa época era Julián Hernández. 

## Lista de canciones
1. Def Con Dos (1ª parte)
(Breve introducción.)
2. Pégale al ruido
(Absurdamente violenta, la letra trata sobre combate físico. Uno de los versos del estribillo, "Es la hora de los mamporros", es la traducción española de la frase típica de  La cosa, personaje de Los cuatro fantásticos, superhéroes de cómics estadounidenses.)
3. La cotorra criolla
(Una versión con guitarras eléctricas de un rap de Perucho Conde, que trata la pobreza y la inflación en Hispanoamérica, específicamente Venezuela, desde un punto de vista irónico.)
4. Salman Rushdie
(Una burla sobre la fatwa contra Salman Rushdie y otros conflictos relacionados con el islam.)
5. G.I. Joe
(Sobre los juguetes y los personajes de cómic estadounidenses de G.I. Joe.)
6. El asesino del mes
(Mofa y befa sobre varios casos reales de asesinato en España, aún recientes en 1989. Al final, DCD rapean la letra de Baga biga higa, una canción infantil en euskera popularizada por Mikel Laboa, con escasa relación con el resto de la letra. Todo el resto del disco está en castellano. Contiene muestras sampleadas de raps de Public Enemy y Run DMC.)
7. Quiero la cabeza de Alfredo García
(El título del tema hace referencia a la película "Bring Me the Head of Alfredo García", dirigida por Sam Peckinpah en 1974. En el tema también hay referencias a "Blue Velvet" (Terciopelo Azul)  y "Eraserhead" (Cabeza Borradora), ambos largometrajes obra de David Lynch.)
8. Def Con Dos (2ª parte)
(La parte instrumental repite la melodía de la introducción. La parte vocal es simplemente una lista de los patrocinadores que se han ido anunciando en los sencillos intercalados.)

## Músicos
- Música y letra de D.J. Damian Karras (cuyo nombre real es Julián Hernández, vocalista principal de la banda Siniestro Total, no aparece), Strawberry y Peón Kurtz, salvo La Cotorra Criolla, compuesta por Perucho Conde.

(Todas las letras están en español, excepto los versos de Baga biga higa, en vasco)
- Voces: Strawberry, Peón Kurtz, DJ Damian Karras.
- Scratching y Tecnics SL 1200 MK2: Peón Kurtz, Frosty Scratchaiser, CJ Callahan.
- Programación de ritmos: DJ Damian Karras, DB Fostex, Doctor Flanger.
- Prophet 2002: Silver Sampler.
- Atari ST y Roland D20: Doctor Flange, HAL 9000.
- Guitarras: Magnum 44.
- Guitarras (solos): Jack el Descorchador.

- Datos: Q5392414